# Лисино (Новосибирская область)
Лисино — исчезнувшая деревня в Венгеровском районе Новосибирской области России. На момент упразднения входила в состав Меньшиковского сельсовета. Исключена из учётных данных в 1972 году.

## География
Располагалась на севере района у озёр Казырла и Заднее, в 10 км к северо-востоку от села Меньшиково.

## История
В 1928 году деревня Лисина состояла из 59 хозяйств. В административном отношении входила в состав Старо-Ложниковского сельсовета Меньшиковского района Барабинского округа Сибирского края.
Решением Новосибирского облисполкома от 24.04.1972 г. № 264 деревня исключена из учётных данных как фактически не существующая.

## Население
По переписи 1926 г. в деревне проживало 349 человек (182 мужчины и 167 женщин), основное население — русские.